# Gerson Mayen
Gerson Levi Mayén Villavicencio (Los Angeles, 9 febbraio 1989) è un calciatore statunitense naturalizzato salvadoregno, centrocampista del Municipal Limeño.